# Bo (film)
Pour les articles homonymes, voir Bo.
Pour plus de détails, voir Fiche technique et Distribution.
Bo est un film belge de Hans Herbots de 2010 tiré du roman à succès de Dirk Bracke, Het engelenhuis (nl).

## Synopsis
Deborah a quinze ans et est fatiguée de la banalité du quotidien ; elle veut partir de chez elle. Jennifer, dix-huit ans, lui fait découvrir la vie nocturne. Déborah découvre bientôt que Jennifer travaille comme escorte et est fascinée par l'apparente facilité de gagner de l'argent. Sous le nom de Bo, elle découvre le monde de l'argent, de la drogue et des coups bas... Elle est arrêtée et est envoyée pour une durée de trois mois dans le centre fermé pour jeunes de Beernem. Mais est-il possible d'arrêter ?

## Distribution
- Ella-June Henrard : Deborah dite Bo
- Ina Geerts : Chantal
- Kalina Malehounova : Jennifer
- Thomas Ryckewaert (nl) : Vincent
- Anemone Valcke : Yasmien
- Laura Ballyn : Steffie
- Peter Bastiaensen : Rechercheur
- Mia Boels : Lerares wiskunde
- Pierre Callens : Pierre
- Jana De Kockere : Lynn (leefgroep)
- Sophie De Rijcke : Vera
- Stefaan Degand : Zahrin
- Vicky Florus : tante Sonia
- Pranvera Halili : Meisje leefgroep
- Xanthe Lahousse : Griet (leefgroep)
- Jevon Lambrechts : Fatmir
- Kristien Maus : Vriendin Bo
- Zino Moens : Junior
- Eko Noah : l'homme japonais
- Flo Peeters : Meisje leefgroep
- Caroline Rottier : la directrice
- Linde Schowanek : Meisje leefgroep
- Lien Van Cant : Meisje leefgroep
- Jan Van Den Audenaerde : Begeleider instelling
- Jan Van Saet : Man van receptie
- Mathias Vergels : Thomas
- Renée Vervaet : Sharon
- Paul Wuyts : Pepe

## Distinctions

### Nominations
- 2010 : Prix du cinéma flamand[1] :
  - Prix du public

### Récompenses
- 2010 : Giffoni Film Festival :
  - CIAL Aluminium Award
  - Crystal Gryphon Award
  - Prix de la province de Salerne
- 2010 : Prix du cinéma flamand :
  - Meilleure actrice dans un second rôle : Ina Geerts